# Prisoner (песня Майли Сайрус)
| Оценки критиков | Оценки критиков |
| Источник        | Оценка          |
| --------------- | --------------- |
| NME             | [ 1 ]           |

«Prisoner»  — песня, записанная американской певицей Майли Сайрус при участии британской исполнительницы Дуа Липы. Вышла 19 ноября 2020 года на лейбле RCA Records в качестве второго сингла с её седьмого студийного альбома «Plastic Hearts».

## История
После выпуска сингла «Don’t Start Now» в ноябре 2019 года Дуа Липа подтвердила, что они с Сайрус планируют совместную запись. В мае следующего (2020) года Липа заявила, что они с Сайрус решили отказаться от сотрудничества и записать что-то другое. 14 сентября 2020 года Сайрус подтвердила сотрудничество с Липой и то, что их плод их совместного труда появится на её седьмом студийном альбоме Plastic Hearts.
В интервью испанской радиостанции «Cadena 100» 13 октября 2020 года Сайрус заявила, что из-за того, что она и фанаты Липы «умоляют» об их сотрудничестве, они «[могут] ожидать это уже довольно скоро». 13 ноября 2020 года Сайрус объявила название песни «Prisoner», а также раскрыла трек-лист альбома Plastic Hearts. Сайрус начала рекламировать сингл через серию твитов, в которых она подтвердила его выпуск и разместила видео, на которых её фанаты реагируют на музыкальное видео. Сайрус и Липа объявили о выпуске песни 18 ноября 2020 года. Релиз песни состоялся.

## Композиция
Сайрус описала эту песню как идеальное сочетание её стиля и стиля Липы.
В песне сочетаются стили дэнс-панк и дэнс-рок.

## Музыкальное видео
Официальное музыкальное видео для «Prisoner» вышло 19 ноября 2020 года на канале YouTube. Сорежиссёрами были Сайрус и Alana O’Herlihy. Оно было снято за два дня (30 сентября и 1 октября) в Бруклине.

## Участники записи
По данным сервиса Tidal.
- Майли Сайрус — вокал, автор, продюсер
- Дуа Липа — вокал, автор
- Эндрю Уатт[англ.] — автор, продюсер, бэк-вокал, бас, ударные, гитара, клавишные
- The Monsters & Strangerz — продюсер, бэк-вокал, клавишные
- Джордан Джонсон — автор
- Маркус Ломакс — автор
- Стефан Джонсон — автор
- Али Тампоси — автор
- Джонатан Беллион — автор, бэк-вокал, продюсер
- Майкл Поллак — бэк-вокал
- Джон Хейнс — звукоинженер
- Пол Ламалфа — звукоинженер
- Сербан Генеа — микширование
- Рэнди Меррилл — мастеринг

## Чарты
| Чарт (2020)                                | Высшая позиция |
| ------------------------------------------ | -------------- |
| Австралия (ARIA)                           | 13             |
| Австрия (Ö3 Austria Top 40)                | 15             |
| Бельгия/Фландрия (Ultratop 50)             | 28             |
| Бельгия/Валлония (Ultratop 50)             | 31             |
| Бельгия/Валлония (Ultratip Bubbling Under) | 13             |
| Канада (Billboard Canadian Hot 100)        | 17             |
| Канада (Billboard AC)                      | 49             |
| Канада (Billboard CHR/Top 40)              | 17             |
| Канада (Billboard Hot AC)                  | 26             |
| СНГ (TopHit)                               | 109            |
| Чехия (Rádio — Top 100)                    | 43             |
| Чехия (Singles Digitál Top 100)            | 14             |
| Германия (GfK)                             | 20             |
| Мир (Global 200 Billboard)                 | 12             |
| Венгрия (Rádiós Top 40)                    | 2              |
| Венгрия (Single Top 40)                    | 7              |
| Венгрия (Stream Top 40)                    | 7              |
| Ирландия (IRMA)                            | 5              |
| Италия (FIMI)                              | 34             |
| Нидерланды (Dutch Top 40)                  | 10             |
| Нидерланды (Single Top 100)                | 20             |
| Новая Зеландия (Recorded Music NZ)         | 24             |
| Норвегия (VG-lista)                        | 11             |
| Польша (Polish Airplay Top 100)            | 11             |
| Португалия (AFP)                           | 13             |
| Словакия (Rádio — Top 100)                 | 19             |
| Словакия (Singles Digitál Top 100)         | 10             |
| Испания (PROMUSICAE)                       | 26             |
| Швеция (Sverigetopplistan)                 | 23             |
| Швейцария (Schweizer Hitparade)            | 11             |
| Великобритания (OCC UK Singles)            | 8              |
| США (Billboard Hot 100)                    | 54             |
| США (Billboard Adult Pop Airplay)          | 21             |
| США (Billboard Pop Airplay)                | 23             |
| США (Rolling Stone Top 100)                | 18             |

## Сертификации
| Регион | Сертификация     | Продажи   |
| --- | ---------------- | --------- |
| Австралия (ARIA) | 2× Платиновый    | 140 000   |
| Австрия (IFPI Austria) | Платиновый       | 30 000    |
| Бельгия (BEA) | Золотой          | 20 000    |
| Бразилия (ABPD) | 2× Бриллиантовый | 320 000   |
| Канада (Music Canada) | Золотой          | 40 000    |
| Дания (IFPI Danmark) | Платиновый       | 90 000    |
| Франция (SNEP) | Золотой          | 100 000   |
| Германия (BVMI) | Золотой          | 200 000   |
| Италия (FIMI) | Платиновый       | 70 000    |
| Мексика (AMPROFON) | Платиновый       | 140 000   |
| Норвегия (IFPI Norway) | Золотой          | 30 000    |
| Польша (ZPAV) | Платиновый       | 20 000    |
| Португалия (AFP) | 2× Платиновый    | 20 000    |
| Испания (PROMUSICAE) | Золотой          | 20 000    |
| Швейцария (IFPI Switzerland) | Золотой          | 10 000    |
| Великобритания (BPI) | Платиновый       | 600 000   |
| США (RIAA) | Платиновый       | 1 000 000 |
| Стриминг |                  |           |
| Греция (IFPI Greece) | Золотой          | 1 000 000 |
| Швеция (GLF) | Золотой          | 4 000 000 |
| Данные о продажах + прослушиваниях приведены только на основе сертификации. · Данные только о прослушиваниях приведены на основе сертификации. |                  |           |

## История релиза
| Регион | Дата           | Формат                     | Лейбл | Ссылка |
| ------ | -------------- | -------------------------- | ----- | ------ |
| Мир    | 19 ноября 2020 | Цифровые загрузки стриминг | RCA   | [ 71 ] |
| США    | 24 ноября 2020 | Contemporary hit radio     | RCA   | [ 72 ] |